# Pelklack
Pelklack (kein russischer Name bekannt) war ein Ort in der heutigen russischen Oblast Kaliningrad (Gebiet Königsberg (Preußen)). Seine Ortsstelle liegt im Gebiet der Selbstverwaltungseinheit Rajon Prawdinsk (Munizipal-/Stadtkreis Prawdinsk, deutsch Friedland).

## Geographische Lage
Die Ortsstelle von Pelklack liegt etwas mehr als ein Kilometer nördlich der russisch-polnischen Staatsgrenze zur polnischen Woiwodschaft Ermland-Masuren, 16 Kilometer nordöstlich der einstigen und heute auf polnischem Gebiet gelegenen Kreisstadt Bartoszyce (Bartenstein).

## Geschichte
Das Vorwerk wurde als Polckislauke im Jahre 1339 erstmals erwähnt und nach 1339 Pelklaken, nach 1772 Georgenberg und nach 1785 Pelcklack genannt. Bis 1934 war der Ort ein Wohnplatz von Groß Sporwitten (russisch Poddubnoje) im ostpreußischen Kreis Friedland (ab 1927 „Kreis Bartenstein“ genannt). Im Jahre 1905 hatte der Ort 29 Einwohner. Nachdem Groß Sporwitten 1934 nach Wolmen (russisch Malinowka) eingemeindet wurde, gehörte Pelklack zu eben dieser Gemeinde, die offiziell „Wolmen Mitte“ genannt wurde.
In Kriegsfolge wurde 1945 das gesamte nördliche Ostpreußen an die Sowjetunion überstellt. Pelklack wurde wohl wegen seiner Grenzlage nicht wieder besiedelt. Eine russische Namensform ist nicht bekannt, und der Ort gilt heute als aufgegeben. Seine Ortsstelle liegt seit 2016 im Gebiet des Rajon Prawdinsk (Munizipal-/Stadtkreis Prawdinsk) in der Oblast Kaliningrad, seit 1992 innerhalb der Russischen Föderation.

## Kirche
Bis 1945 war Pelklack in die evangelische Kirche Deutsch Wilten (russisch Jermakowo) eingepfarrt, wurde jedoch anteilig von Schönbruch (russisch Schirokoje, polnisch Szczurkowo) betreut. Seitens der römisch-katholischen Kirche gehörte Pelklack zur Kirche St. Bruno in Bartenstein (heute polnisch Bartoszyce).

## Verkehr
Zu der nicht mehr erkennbaren Ortsstelle von Pelklack führt ein nur schwer wahrnehmbarer Fußweg von Ptscholino (deutsch Talskeim) aus in südlicher Richtung, sofern dieser nicht grenzpolizeilich abgesperrt ist.